# ماريا إستر غارسيا
ماريا إستر غارسيا هي مبارزة بالسيف كوبية، ولدت في 22 سبتمبر 1954.

## وصلات خارجية
- ماريا إستر غارسيا على موقع أوليمبيديا (الإنجليزية)